# 太興置業
太興置業有限公司，簡稱太興置業（英語：Tern Properties Company Limited，港交所：0277），在1986年5月6日，由惠保建業有限公司換取上市。現時經營香港及九龍物業資產。而前身為「義高地產有限公司」（英語：Eco Properties Limited）。
現時董事會主席陳海壽。總部位於香港皇后大道中237號太興中心第一座26樓。主要資產包括太興中心第一座、太興中心第二座、太興廣場、信基商業中心、波蒂妮斯大廈、栢麗購物大道部份D段零碎舖位，以及位於尖沙咀其他物業。

## 連結
- Tern.hk（页面存档备份，存于）